# Love and Money (gruppo musicale)
Love And Money sono un gruppo pop scozzese nato a Glasgow nel 1985, legato alla precedente band Friends Again. La formazione della nuova band, capitanata dal cantante e chitarrista James Grant, comprende, oltre a Grant, anche altri due Friends Again: Paul McGeechan (tastiere) e Stuart Kerr (batteria), cui si aggiungono Douglas MacIntyre (chitarre, cori) e Bobby Paterson (basso).
Il loro primo album All You Need is... (1986), prodotto da Tom Dowd, ottenne buoni consensi di critica, ma poco riscontro commerciale. Il successo arriva con il disco successivo Strange Kind of Love prodotto da Gary Kats, (già produttore degli Steely Dan), con il batterista dei Toto Jeff Porcaro al posto dell'uscente Kerr e con Timothy B. Schmit degli Eagles ai cori in Jocelyn Square. Il disco contiene Hallelujah Man, il singolo di maggior successo del gruppo.

Il gruppo si è sciolto nel 1994 ed è ritornato in attività nel 2011 con un concerto alla Glasgow Royal Concert Hall. Nel 2012 la band ha pubblicato il suo quinto album.

## Discografia

### Album studio
- 1986 - All You Need Is...
- 1988 - Strange Kind of Love
- 1991 - Dogs in the Traffic
- 1993 - Littledeath
- 2012 - The Devil's Debt

### Raccolte
- 1999 - Cheap Pearls and Whisky Dreams: Best of